# HX112船団
HX-112船団は、第二次世界大戦中に北大西洋で運航された船団の一つである。ドイツ潜水艦の攻撃で6隻50,000トンの船を失ったが、攻撃したドイツ側も潜水艦2隻を失った。

## 経過
HX-112船団は、1941年3月1日にハリファックスからリバプールへ向けて出航した。船団の船の多くは、イギリスへ燃料を運ぶタンカーであった。
護衛は、駆逐艦「ウォーカー」、「ヴァノック」と2隻のコルベットであった。さらに、ウェスタンアプローチに入った時点で駆逐艦2隻が加わった。
3月15日、船団はドイツ潜水艦「U110」に発見された。「U110」は船団発見を報告し、追跡を開始した。それに4隻の潜水艦「U99」、「U100」、「U37」、「U74」も加わった。
15日から16日にかけての夜に攻撃が開始された。「U100」はタンカーの雷撃に成功し、タンカーは炎上した。だが、そのタンカーは沈没せず港までたどり着いた。他の攻撃はすべて護衛艦艇に妨害された。
16日夜、ドイツの潜水艦は再び攻撃をかけた。「U99」は船団内に入り込みタンカー4隻と貨物船2隻を沈めた。一方、護衛艦艇は浮上航行中の「U100」を発見した。潜行した「U100」に対し、「ウォーカー」が爆雷攻撃をおこなった。
浮上した「U100」は「ヴァノック」に体当たりされ沈没し、艦長ヨアヒム・シェプケを含む乗員の大半が死亡した。
逃走しようとした「U99」は駆逐艦と衝突しそうになり潜行。「U99」は「ウォーカー」に探知され爆雷攻撃を受けた。大きな損害を受けた「U99」は浮上し、艦長オットー・クレッチマー以下乗員の多くは捕虜となった。
この後は船団が攻撃を受けることはなく、3月20日にリバプールに到着した。